# 9193 Geoffreycopland
9193 Geoffreycopland este un asteroid din centura principală de asteroizi.

## Descriere
9193 Geoffreycopland este un asteroid din centura principală de asteroizi. A fost descoperit pe 10 martie 1992 la Siding Spring de Duncan I. Steel. Asteroidul prezintă o orbită caracterizată de o semiaxă mare de 2,61 ua, o excentricitate de 0,14 și o înclinație de 13,4° în raport cu ecliptica.